# IC 464
IC 464 је елиптична галаксија у сазвјежђу Рис која се налази на листи објеката дубоког неба у Индекс каталогу.
Деклинација објекта је + 50° 8' 10" а ректасцензија 7h 11m 4,5s. Привидна величина (магнитуда) објекта IC 464 износи 13,8 а фотографска магнитуда 14,8. IC 464 је још познат и под ознакама MCG 8-13-92, CGCG 234-87, PGC 20332, PGC 20334.